# Draudtia morsa
Draudtia morsa är en fjärilsart som beskrevs av Smith 1907. Draudtia morsa ingår i släktet Draudtia och familjen nattflyn. Inga underarter finns listade i Catalogue of Life.